# گربه‌ها و سگ‌ها: انتقام از کیتی گالور
گربه‌ها و سگ‌ها: انتقام از کیتی گالور (انگلیسی: Cats & Dogs: The Revenge of Kitty Galore) فیلمی در ژانر علمی–تخیلی، زوج هنری و کمدی به کارگردانی برد پیتون است که در سال ۲۰۱۰ منتشر شد.

## بازیگران
- کریس اودانل
- جک مک‌بریر
- فرد ارمیسن
- جیمز مارسدن
- نیک نولتی
- کریستینا اپل‌گیت
- بت میدلر
- راجر مور
- نیل پاتریک هریس
- شان هایس
- مایکل کلارک دانکن
- والاس شاون
- کارلوس الازراکی
- الیزابت دیلی
- جی. کی. سیمونز
- جف بنیت
- جو پانتولیانو
- پال رودریگز
- فیل لامار
- ریتا ویلسون
- ونسا هاجنز